# مل فرونکویاک
ملانی "مل" نونس فرونکویاک (پرتغالی برزیلی:[ˈmɛw fɾõkoviaˈki]; Polish: [frɔnt͡sˈkɔvjak]; متولد ۱۶ ژانویه ۱۹۸۸) یک بازیگر، نویسنده و مجری تلویزیونی برزیلی است. فرونکوواک پس از بازی در چندین تبلیغ و تبلیغات تلویزیونی در حالی که به عنوان یک مدل در سائو پائولو، در آژانس مدل‌های فورد کار می‌کرد، شناخته شد.
در سال ۲۰۱۳، فرونکوواک خود را به عنوان نویسنده معرفی کرد. ملانی، دختر برنیس نونس و آندره فرونکویاک، در آرارانگوآ، در ایالت سانتا کاتارینا به دنیا آمد و در پلوتاس، ریو گرانده دو سول بزرگ شد.
در دبیرستان، او بورسیه تحصیلی دانشگاهی در سانتا کروز دو سول را گرفت.
در سال ۲۰۱۶، نتفلیکس فرونکویاک را به عنوان یکی از بازیگران اصلی، اولین سریال برزیلی در سرویس استریم معرفی کرد.